# Justin Berfield
Justin Tyler Berfield (Agoura Hills, California; 25 de febrero de 1986) es un actor, escritor y productor estadounidense. Es más conocido por haber interpretado a Reese Wilkerson, hermano de Malcolm, en la serie de televisión Malcolm in the Middle, de la cadena FOX. También actuó en la serie Unhappily Ever After, de la cadena The WB, como Ross Malloy.
Nació en el condado de Los Ángeles, California; es hijo de Gail Berfield y Eric «Rick» Berfield. Es el hermano menor del actor Lorne Berfield. Compró y luego vendió la casa que era propiedad de los recién casados Jessica Simpson y Nick Lachey.

## Filmografía

### Como actor
| Cine       | Cine                             | Cine                   | Cine                                                                                                   |
| Año        | Título                           | Personaje              | Notas                                                                                                  |
| ---------- | -------------------------------- | ---------------------- | --- |
| 2015       | White Weapon                     | Larry                  | |
| 2004       | Who's Your Daddy?                | Danny Hughes           | Directo a video                                                                                        |
| 2001       | Max Keeble's Big Move            | Escritor de subtítulos | |
| 2000       | Wanted                           | Flip                   | |
| 1999       | Invisible Mom II                 | Eddie Brown            | Protagonista Directo a video                                                                           |
| 1999       | The Kid with X-ray Eyes          | Bobby Taylor           | Protagonista Directo a video                                                                           |
| 1998       | Mom, Can I Keep Her?             | Timmy Blair            | Protagonista Directo a video                                                                           |
| Televisión |                                  |                        | |
| Año        | Título                           | Personaje              | Notas                                                                                                  |
| 2010       | Sons of Tucson                   | Barry                  | Episodio: "Ron Quits"                                                                                  |
| 2000-2006  | Malcolm in the Middle            | Reese Wilkerson        | Personaje regular                                                                                      |
| 2004       | Crash Nebula                     | Ving                   | Voz Telefilme                                                                                          |
| 2004       | The Fairly OddParents            | Ving                   | Voz Episodio: "Crash Nebula"                                                                           |
| 2002 2004  | Kim Possible                     | Gill Gill / Gil        | Episodio: "Sink or Swim" Episodio: "Return to Wannaweep"                                               |
| 2001       | The Nightmare Room               | Josh Ryan              | Episodio: "Tagled Web"                                                                                 |
| 1995-1999  | Unhappily Ever After             | Ross Malloy            | Personaje regular                                                                                      |
| 1996       | Duckman: Private Dick/Family Man |                        | Voz Episodio: "Exile in Guyville"                                                                      |
| 1994-1995  | The Mommies                      | Jason Booker           | Episodios: "Enter Christine" (1995) "Tom's Deal" (1995) "A Day in the Life" (1994) "Mr. Mommie" (1994) |
| 1994       | The Boys Are Back                | Timmy Flint            | Episodio: "The Good, the Bad and the Hansens"                                                          |
| 1994       | Hardball                         | Niño                   | Episodios: "Frank Buys an Island, Mike Pays the Price" "See Spot Rum"                                  |
| 1994       | The Good Life                    | Bob Bowman             | Personaje regular                                                                                      |

### Como productor
| Cine       | Cine                      | Cine                             |
| Año        | Título                    | Notas                            |
| ---------- | ------------------------- | -------------------------------- |
| 2010       | An Invisible Sign         | Productor ejecutivo              |
| 2007       | Blonde Ambition           |                                  |
| 2005       | Romance & Cigarettes      | Coproductor                      |
| Televisión |                           |                                  |
| Año        | Título                    | Notas                            |
| 2010       | Sons of Tucson            | Productor ejecutivo 10 episodios |
| 2007       | The Pet Detective         | Telefilme Productor ejecutivo    |
| 2005       | Filthy Rich: Cattle Drive | Productor ejecutivo              |

### Otros trabajos
| Televisión | Televisión                | Televisión        |
| Año        | Título                    | Notas             |
| ---------- | ------------------------- | ----------------- |
| 2007       | The Pet Detective         | Director          |
| 2005       | Filthy Rich: Cattle Drive | Creador, escritor |